# Mark Bonham Carter
Pour les articles homonymes, voir Bonham Carter.
Mark Raymond Bonham Carter, baron Bonham-Carter (11 février 1922-4 septembre 1994), est un éditeur et homme politique anglais. Il est créé pair à vie en 1986.

## Jeunesse
Il est le fils des militants libéraux Sir Maurice Bonham Carter et de son épouse, Lady Violet Asquith, fille du premier ministre libéral Herbert Henry Asquith. Il est le deuxième plus jeune de quatre enfants; Helen, Laura et Raymond.
Formé au Winchester College et au Balliol College, Oxford, où il étudie Philosophie, politique et économie, ses études sont interrompues par la Seconde Guerre mondiale et il entre dans les Grenadier Guards en novembre 1941. Capturé en Tunisie en 1943 et emprisonné en Italie, il s'est échappé et marche quatre cents milles pour revenir aux lignes britanniques, étant mentionné dans des dépêches. Bonham-Carter termine la guerre en se présentant comme le candidat libéral infructueux pour Barnstaple Élections générales britanniques de 1945  avant de revenir terminer la dernière année de son cours à Oxford. Il passe ensuite un an à l'Université de Chicago avant de se lancer dans l'édition, travaillant pour la maison d'édition Collins mais est parti car ses directeurs n'étaient pas d'accord avec ses activités politiques .
En 1955, il épouse Leslie, Lady St Just, l'ex-épouse de Peter George Grenfell, 2e baron St Just (1922–1984), et la fille cadette de l'éditeur américain Condé Nast. Avec elle, Bonham-Carter a trois filles: Jane (créée baronne Bonham-Carter de Yarnbury), Virginia et Eliza Bonham Carter. Il a également une belle-fille du premier mariage de sa femme.

## Torrington
La famille de Bonham-Carter est très impliquée dans le parti libéral, surtout lorsque sa sœur Laura épouse le chef libéral Jo Grimond. C'est en 1958 que l'élection partielle de Torrington est déclenchée dans un siège conservateur sûr, et Bonham-Carter est le candidat libéral. À la grande surprise de tout le monde, il gagne, renversant une majorité de 9 000 voix, donnant aux libéraux leur premier gain aux élections partielles depuis 1929. La marge de victoire de Bonham-Carter est extrêmement mince, avec seulement 219 voix. Néanmoins, ce fut un coup de pouce majeur pour les libéraux privés de succès et la première d'une série de victoires aux élections partielles qui composeront le renouveau libéral d'après-guerre.
Grimond espère personnellement que Bonham-Carter serait son successeur désigné, mais ce n'est pas le cas: aux élections générales de 1959, 18 mois seulement après sa victoire, il perd de peu le siège au profit des conservateurs. Il continue à être un conseiller proche de Grimond tout au long de la direction de ce dernier, mais ne sera plus jamais député, malgré une troisième candidature infructueuse pour Torrington aux élections générales de 1964.

## Fin de carrière
Bonham Carter trouve d'autres débouchés pour ses intérêts politiques et éditoriaux. Il continue à travailler en tant que membre éminent de la société Collins, devenant un ami proche de Roy Jenkins (apparemment l'amant de sa femme) et servant d'agent littéraire. Il est le premier président du Race Relations Board 1966–1971, et son successeur, la Community Relations Commission 1971–1977. Il est également éminent dans le monde des arts, comme directeur du Royal Opera House 1958–1982, gouverneur du Royal Ballet 1960–1994 (président du conseil d'administration après 1985) et vice-président de la BBC 1975– 1980, mais Margaret Thatcher met son veto à sa nomination comme président. Le 21 juillet 1986, il est créé pair à vie sous le nom de baron Bonham-Carter, de Yarnbury dans le comté de Wiltshire. Il devient le porte-parole pour les Affaires étrangères des libéraux démocrates. Sa dernière campagne porte sur l'octroi de la citoyenneté britannique aux minorités ethniques de Hong Kong, une mesure qui n'a été adoptée qu'après sa mort. Il est également un oncle de l'actrice Helena Bonham Carter.
Il est décédé d'une crise cardiaque en Italie le 4 septembre 1994.